# HD現代重工業
HD現代重工業株式会社（エイチディーヒュンダイじゅうこうぎょうかぶしきがいしゃ、Hyundai Heavy Industries Holdings Co., Ltd.、略称HHI）は、韓国の総合重工業企業。

## 概要
主に、船舶、産業ロボット、プラント設備、太陽光発電、風力発電、発電設備、回転機、重電、重機械、建設機械、特殊自動車、電装、変圧器、エンジンなどを製造している。
特に造船事業は有名で、現在世界最大の造船会社である。
本社は蔚山にある。

## 歴史
- 1972年3月23日 - 鄭周永により現代グループの一部門として創立[2]。
- 1973年 - 蔚山造船所が操業を開始。社名を現代造船重工業株式会社に変更した[3]。
- 1978年 - 現代重工業に改名された。
- 2002年2月 - 現代グループ（財閥）から独立した。
- 2014年10月 - 2014年上半期に、1973年の創業以来最悪となる1兆2926億ウォン（約1290億円）の営業赤字を計上し、役員260人全員が一括で辞表提出[4]。
- 2017年2月27日 - 株主が2017年4月からグループをエレクトロニクス、ロボティクス、サービス、代替エネルギー、建設機械事業部門の、造船6つの別々の企業に分社する計画を承認した[5]。
- 2023年3月 - HD現代重工業株式会社に社名変更。

## 造船
韓国経済の躍進とともに1980年代には隆盛を迎え、現代重工業の造船所がある蔚山は現代グループの城下町となった。
2008年に102隻の船舶を引き渡し、世界最多を記録した。
2009年1月、世界初のT字型ドックを建設。
2010年、蔚山造船所に続き群山造船所の操業を開始（ドック数は蔚山造船所10、群山造船所1）。一時的な好況後に訪れた2014年問題 (造船)への対応も行われたが、2015年末頃から深刻化した造船不況は回避できず、2017年7月1日には群山造船所を閉鎖して蔚山造船所への集約が行われた。
2019年、ライバルである大宇造船海洋（現ハンファオーシャン）との経営統合を発表。ただし国内の承認後、日本や中国、欧州で独占禁止法を所掌する当局の許可を得る必要があり、長い時間がかかる見込み。しかし、欧州連合の当局が許可を出さなかったことで現代重工業による買収は頓挫した。
2020年、カタール国営石油会社との間で、LNG運搬船100隻に対するスロット契約（本契約前のドック予約）を競合する2社（大宇造船海洋、サムスン重工業）とともに締結。しかし、新型コロナウイルス感染拡大に伴う景気減速の影響で本契約は先送りされた。

### 海洋プラント事業
1983年、蔚山造船所のそばに海洋プラント工場を建設し、海上石油掘削装置（リグ、プラットフォーム）などの海上プラントなどの建造を行ってきたが、2015年以降新規受注がなくなったため、2018年8月から工場の稼働を中止することとなった。現代重工業労働者の時間あたりの賃金が65ドルと、シンガポールの同業者の25ドルに比べて高額になっていたことも受注競争力を低下させた原因とされている。

## 産業ロボット
現代重工業は多種多様なロボットの生産をしている韓国で一位二位を争う最大級のロボット製造企業である。
2009年現在、パネル搬送ロボットは第4世代、第5世代、第6世代、第8世代の生産をしている。
現代重工業は2003年に日本の産業ロボット製造会社がダンピング（不当廉売）したとしてファナック、川崎重工業、不二越、安川電機の4社を提訴。
2005年9月に大韓民国財政経済部は、日本の産業用ロボットがダンピング（不当廉売）をして韓国産業界に影響を与えたとして、日本メーカー4社にダンピング防止関税4.51-10％を賦課することを決めた。

## 太陽光設備
現代重工業は太陽光発電を次世代新成長事業に定めている。
2008年5月には忠清北道・陰城にも太陽光工場を設立し、太陽電池と太陽光モジュールを一括生産している。
2008年10月にドイツの太陽光発電設備専門会社MHHソーラーテクニックに太陽光モジュールを4000万ドルで供給する契約を交わした。
2008年にはドイツと3件の太陽光プロジェクトを獲得している。
イタリアでも3000万ドル相当の太陽光設備を受注している。
2008年10月現在、現代重工業は2009年までに太陽電池及び太陽光モジュールの生産規模を330MWに増やし、2010年からはKCCと合同で太陽電池の素材であるポリシリコンの生産に入る予定。インゴット、ウエハー生産事業へのも参入も視野に入れている。
ソーラー製品の流通ネットワークは、20以上もの異なる国々で 72 以上の販売業者と卸業者を抱えている。

## 風力発電
現代重工業は風力タービン2機種のライセンス供与をASLMとした。